# Округ Опава
Округ Опава (чеш. Okres Opava) је округ у Моравско-Шлеском крају, у Чешкој Републици. Административно средиште округа је град Опава.

## Становништво
Према подацима о броју становника из 2012. године округ је имао 177.173 становника.